# アンジオクライン
アンジオクライン（英: angiocrine、アンジオクライン因子（英: angiocrine factors））は、脈管形成（vasculogenesis）あるいは血管新生（angiogenesis）を促進する生理活性物質群の総称である。

## 提唱
2010年、米・コーネル大学のバトラー（Butler JM）、小林英毅（こばやし ひでき）、ラフィ（Rafii S）が、血管形成（脈管形成、血管新生）をつかさどる「さまざまな生理活性物質」をまとめて、アンジオクラインまたはアンジオクライン因子と呼ぶことを提唱した。

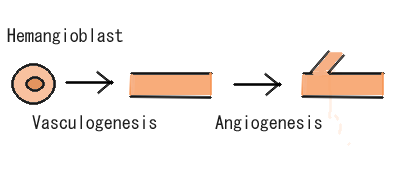
図１．脈管形成（vasculogenesis）と血管新生（angiogenesis）

「アンジオ（angio-）」は「血管の」という意味である。クライン（crine）」は分けるを意味するギリシャ語のκρίνειν (krinein)から派生したもので分泌を意味する英語のSecretion（ラテン語のsēcrētus"分ける"から派生）と同義でパラクライン(paracrine、分泌された物質が、分泌した細胞の近隣の細胞に作用する）やオートクライン（autocrine、分泌された物質が、分泌した細胞自身に作用する）などのように「分泌された物質が、細胞に作用する」という意味で使われる語句である。
アンジオクラインを理解するには、血管形成（脈管形成、血管新生）や血管リモデリングの仕組みを理解する必要がある。
発生過程の初期の胚形成期では、血管がないところに新たに血管がつくられる。これを脈管形成（vasculogenesis）とよぶ。成体では、既存の血管から新しい血管が分枝・伸長して血管が形成される（血管リモデリング）。これを血管新生（angiogenesis）とよぶ。
この血管形成過程の主役は血管内皮細胞である。脇役は裏打ちする結合組織・細胞外マトリックス・基底膜、細胞として周皮細胞（pericyte）や平滑筋細胞がある。血管が形成され、一層の血管内皮細胞がこれら結合組織や細胞に強固に接着することで、血管は安定に保たれ、組織・器官に血液が流れ、酸素と栄養を供給し、炭酸ガスと老廃物が回収する。
脈管形成期以外にも、正常組織分化、正常器官形成で血管新生が生じるが、必ずしも正常とは思えないがん細胞増殖、組織障害，炎症，低酸素，薬剤などの刺激に応じて，血管リモデリング関連の細胞は、さまざまな生理活性物質を産生する。それらの生理活性物質により、微小環境変化に対応して、自律的に、血管を構築し、維持し、組織・器官に酸素と栄養を供給している。

## 構成分子
アンジオクラインは、血管形成（脈管形成、血管新生）をつかさどる成長因子、細胞接着分子、ケモカインの3群の生理活性物質の総称である。以下にリストするが、この範疇に入る物質が発見されれば、追加されるだろう。なお、生理活性物質の名称は英字の略語を使うことが多く、日本語化するとかえってわかりにくい。略語と対応しやすいように大部分は英字のままにした。
- 成長因子…下記の表１にリストした。
- 細胞接着分子…　intercellular adhesion molecule 1 (ICAM1), vascular cell adhesion molecule 1 (VCAM1), E-セレクチン、P-セレクチン、ヒアルロン酸（hyaluronan）
- ケモカイン…interleukin-8 (IL-8), monocyte chemotactic protein 1 (MCP1、CCL2)、stromal cell-derived factor 1 (SDF1、CXCL12)

| 成長因子                                                      | 機能                     | 臓器特異性   |
| ------------------------------------------------------------- | ------------------------ | ------------ |
| BMP2 and BMP4                                                 | 器官形成、発がん         | 非特異的     |
| FGF2                                                          | 器官形成、発がん         | 非特異的     |
| BDNF                                                          | 神経形成                 | 脳、心臓     |
| PEDF                                                          | 神経形成                 | 脳、骨髄     |
| PGF                                                           | 血管新生、発がん         | 非特異的     |
| PDGFβ                                                         | 血管新生、発がん         | 平滑筋       |
| VEGFA                                                         | 血管新生、オートクライン | 脈管系       |
| ANGPT2                                                        | 血管リモデリング         | 脈管系       |
| Jagged 1 and jagged 2                                         | 造血、血管新生、発がん   | 骨髄         |
| LAMA4                                                         | 器官形成、発がん         | 幹細胞ニッチ |
| NO                                                            | 発がん、白血病誘発       | 非特異的     |
| IL-8, IL-6, CD40, G-CSF, GM-CSF, IGF1, SDF1, EDN1, MCP1, TGFβ | 発がん、組織修復         | 非特異的     |

（注）略号一覧（日本語化するとかえって対応しにくい。対応つけやすいように英字のままにした）：ANGPT2, angiopoietin 2; BDNF, brain-derived nerve growth factor; BMP, bone morphogenetic protein; CSF, colony stimulating factor; EDN1, endothelin 1; FGF, fibroblast growth factor; G-CSF, granulocyte-CSF; GM-CSF, granulocyte-macrophage-CSF; IGF, insulin-like growth factor; IL, interleukin; LAMA4, laminin α4; MCP1, monocyte chemotactic protein 1 (also known as CCL2); NO, nitric oxide; PDGFβ, platelet-derived growth factor-β; PEDF, pigmented epithelial growth factor; PGF, placental growth factor; SDF1, stromal cell-derived factor 1 (also known as CXCL2); TGFβ, transforming growth factor-β; VEGF, vascular endothelial growth factor.

## 適用例
血管とそれを取りまく微小な環境で、血管内皮細胞と周囲の相互作用で血管新生が進行するが、特に、がん増殖、臓器再生、造血幹細胞ではアンジオクラインが重要である。
がん増殖のケースでは、血管新生を抑制する抗がん剤が、がん組織の増殖をどのように抑制するのか、その詳細な仕組はよくわかっていない。血管内皮細胞が脈管系にすき間（ニッチ）を作り、アンジオクラインが作用し、血管新生がおこり、酸素と栄養が供給され、がんが増殖すると考える。そう考えると、作用しているアンジオクライン因子を特定し、そのアンジオクライン因子を選択的に不活化することで、従来の抗がん剤に比べはるかに副作用が少ない医薬品で、がんの増殖を抑制できるのではないだろうか。
臓器再生のケースでは、コーネル大学のトム・サトーが、ラフィ（Rafii S）との共同研究で、骨髄での造血、肝臓の再生、肺の肺胞形成 などで、具体的に、アンジオクラインの役割を解明している。
造血幹細胞および前駆細胞のケースでは、小林英毅とS. Rafiiがネイチャー論文 をもとに、日本語で書いた解説の一部を引用しよう。

## 文献・脚注
1. 1 2 3  Butler JM, Kobayashi H, Rafii S (February 2010). “Instructive role of the vascular niche in promoting tumour growth and tissue repair by angiocrine factors”. Nat Rev Cancer 10 (2):  138-146. doi:10.1038/nrc2791. PMC 2944775. PMID 20094048.
2. ↑  Hooper AT, Butler JM, Nolan DJ, Kranz A, Iida K, Kobayashi M, Kopp HG, Shido K, Petit I, Yanger K, James D, Witte L, Zhu Z, Wu Y, Pytowski B, Rosenwaks Z, Mittal V, Sato TN, Rafii S (Mar 2009). “Engraftment and reconstitution of hematopoiesis is dependent on VEGFR2-mediated regeneration of sinusoidal endothelial cells”. Cell Stem Cell 4 (3):  263-274. doi:10.1016/j.stem.2009.01.006. PMID 19265665.
3. ↑  Ding BS, Nolan DJ, Butler JM, James D, Babazadeh AO, Rosenwaks Z, Mittal V, Kobayashi H, Shido K, Lyden D, Sato TN, Rabbany SY, Rafii S (Nov 2010). “Inductive angiocrine signals from sinusoidal endothelium are required for liver regeneration”. Nature 11:  310-315. doi:10.1038/nature09493. PMID 21068842.
4. ↑  Ding BS, Nolan DJ, Guo P, Babazadeh AO, Cao Z, Rosenwaks Z, Crystal RG, Simons M, Sato TN, Worgall S, Shido K, Rabbany SY, Rafii S (Oct 2011). “Endothelial-derived angiocrine signals induce and sustain regenerative lung alveolarization”. Cell 143 (3):  539-553. doi:10.1016/j.cell.2011.10.003. PMC 3228268. PMID 22036563.
5. ↑  Kobayashi H, Butler JM, O'Donnell R, Kobayashi M, Ding BS, Bonner B, Chiu VK, Nolan DJ, Shido K, Benjamin L, Rafii S. (October 2010). “Angiocrine factors from Akt-activated endothelial cells balance self-renewal and differentiation of haematopoietic stem cells”. Nature Cell Biology 12:  1046-1056. doi:10.1038/ncb2108.
6. ↑  小林英毅・Shahin Rafii (2010). “血管性ニッチにおけるAkt-mTOR経路の活性化は造血幹細胞および前駆細胞の維持と分化を調節する”. ライフサイエンス 新着論文レビュー.